# Philipp Koenig
Pour les articles homonymes, voir Koenig.
Philipp(e) Koenig est un orfèvre actif à Strasbourg au XVIIIe siècle.

## Biographie
Né en 1733, baptisé à l'église catholique de Saint-Pierre-le-Jeune de Strasbourg, il est le fils du brasseur Gervais Koenig. Après un apprentissage de 1747 à 1751 chez Hugues La Tour, il est reçu maître en 1767. Il devient délégué au Grand Conseil de la Ville de Strasbourg en 1785.
Le 8 janvier 1770 il a épousé Marie Agnès Lais.
Il meurt après 1785.

## Œuvre

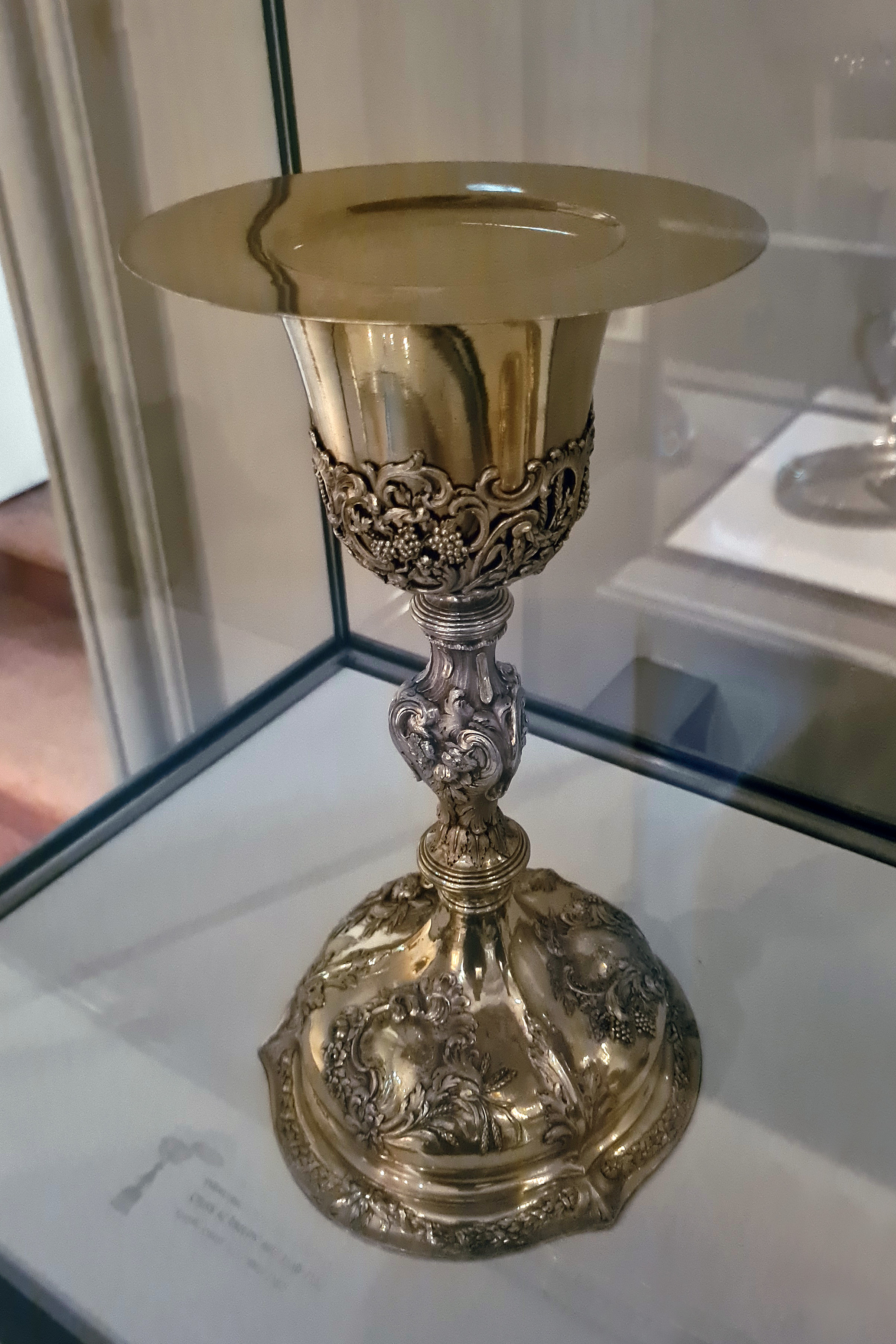
Calice et patène au musée des Arts décoratifs de Strasbourg.

Le musée des arts décoratifs de Strasbourg possède de lui un calice et sa patène en argent doré, exécutés vers 1770-1775. Les deux pièces portent le poinçon du maître et un double B, ce qui, selon Geneviève Haug, « indique une date assez tardive prouvant ainsi que le style rocaille a persisté assez longtemps à Strasbourg».
La base du calice est ciselée d'une guirlande de lauriers à rubans tournants et agrafes de feuillages. Les deux lobes séparés par des feuilles sont ciselés sur la face antérieure de deux chérubins dominés par une croix, les deux autres de raisins et de rocaille. Les trois côtes pincées d'un pied circulaire mouvementé sont plaquées de feuilles d'acanthe. Le décor en relief ciselé est traité presque entièrement en amati, en contraste avec le corps de l'objet qui est uni et brillant. Le calice et sa patène sont conservés avec leur écrin en maroquin fauve, dont l'intérieur est gainé de daim.
De nombreux autres calices, également des ciboires et des burettes se trouvent dans les églises du Grand-Est, surtout en Alsace, notamment à Stutzheim-Offenheim, Blienschwiller, Bergheim, Wahlenheim, Châtenois, Bolsenheim, Ettendorf, Schoenenbourg, Grassendorf, Mutzenhouse, Domrémy-la-Pucelle, Neewiller-près-Lauterbourg ou Hartmannswiller.